# Доки Сент-Уана
Доки Сент-Уана (фр. docks de Saint-Ouen) — район города Сент-Уэн-сюр-Сен, в котором расположен бывший промышленный комплекс, построенный вокруг портовых доков, соединенных с Сеной.
Такое же название носит экоквартал, строящийся компанией Séquano Aménagement в этом районе, между бульваром Виктора Гюго (фр.) и набережной Сены (фр.).

## История
В 1830 году на берегу Сены, на сельскохозяйственных землях, был основан порт, названный «водным вокзалом». Он состоял из канала, перпендикулярного Сене, шириной 50 м, длиной 600 м и глубиной 2,5 м; выше Сены, доступ к нему осуществляется благодаря двойному шлюзу высотой 3 м. За ним следовал бассейн, образовывавший порт длиной 200 м и площадью 25 000 м².
В 1854 году была создана компания «Железная дорога и доки Сент-Уана». Линия, действующая с 1862 года, соединяется в Эпинет (фр.) с Парижским малым железнодорожным кольцом (фр.). Станция расположена на берегу Сены возле моста Сент-Уан-ле-Док (фр.).
В 1872 году владельцем доков стала Железнодорожная компания Севера (фр.). Бассейн был засыпан, и в 1885 году на том месте был построен угольный склад.
Промышленный комплекс возник к северу от бывшего аристократического дворца Сент-Уан, на земле которого в 1881 году построили ипподромом, а в 1917 он был куплен компанией Thomson-Houston (фр.), впоследствии ставшей Alstom. Комплекс расположен к югу от города Сент-Уан, занимает территорию между улицей Альбера Даленна (фр.), Сеной, железнодорожными путями и улицей де ла Револьт (фр.). Эта территория площадью 26 га разделена на две части: на западе — недостроенный комплекс, состоящий из спортивных площадок и приусадебных участков, на котором расположен заброшенный замок; на востоке — в 1921 году был построен завод по производству электрооборудования, соединённый с железнодорожными путями.
Сегодня территорию бывших доков частично заняли большой Парк доков Сент-Уана (фр.) и эко-район. Метродепо поездов 14-й линии Парижского метрополитена откроется в начале 2020 года, во время поставок первых составов типа MP 14 (фр.), перед открытием продлённого участка линии 14 декабря 2020 года.

## Транспорт
Доки, в частности, обслуживаются:
- на севере — станция Мэри-де-Сент-Уан 13-й и 14-й линиях парижского метрополитена ;
- на юго-западе — станция Сент-Уан (фр.) пригородной электрички линии C (RER) и станция Сент-Уан (фр.) 14-й линии метрополитена.